# Tetragonophthalma
Tetragonophthalma is een geslacht van spinnen uit de  familie van de kraamwebspinnen (Pisauridae).

## Soorten
- Tetragonophthalma taeniata (Mello-Leitão, 1943)
- Tetragonophthalma vulpina (Simon, 1898)